# NHI NH90
NH Industries NH90 – dwusilnikowy śmigłowiec wielozadaniowy produkowany przez europejskie przedsiębiorstwo NHIndustries, założone przez firmy: Agusta, Eurocopter oraz Fokker. Śmigłowiec opracowany został w dwóch wersjach – transportowej TTH (Tactical Transport Helicopter) oraz morskiej NFH (NATO Frigate Helicopter).
Śmigłowiec został zamówiony przez siły zbrojne 14 państw, a jego pierwsze egzemplarze weszły do służby w 2006 roku.

## Rozwój
1 września 1992 roku NH Industries podpisało kontrakt na opracowanie i budowę prototypów śmigłowca NH90. Umowa została zawarta pomiędzy NHIndustries a NAHEMA (NATO Helicopter Management Agency).
Na początku projekt borykał się z problemami finansowymi jednak duże zamówienie na 298 helikopterów w roku 2000 przez kraje partnerskie pozwoliło na kontynuowanie badań.
W założeniu NH90 miał być produkowany w trzech fabrykach: Cascina Costa we Włoszech, Marignane we Francji i Donauwörth w Niemczech. Wraz z kolejnymi zamówieniami uruchomiono także linie montażu finalnego w zakładach Patrii w Finlandii dla krajów skandynawskich oraz w Brisbane dla Australii.
Łącznie złożono zamówienia na 514 śmigłowców tego typu. Ukończony prototyp oznaczony jak PT1, po raz pierwszy wzniósł się w powietrze 18 grudnia 1995 roku z firmowego lotniska w Marignane we Francji. Pierwsze egzemplarze zostały dostarczone w 2006 roku. Do października 2015 przekazano 250 sztuk. W 2016 roku łączny nalot śmigłowców NG90 osiągnął 100 tys. godzin.
Miejsca finalnego montażu:
- Wenecja-Tessera, Włochy (AgustaWestland) od 2010: 116 dla Włoch, 20 dla Holandii, 14 dla Norwegii, pierwotnie dla Portugalii[5].
- Donauwörth, Niemcy (Eurocopter Deutschland): 100 dla Niemiec, 4 NFH dla Belgii[6].
- Marignane, Francja (Eurocopter): 101 dla Francji, 20 dla Omanu, 8 dla Nowej Zelandii, 4 dla Belgii, 4 dla Australii, 2 dla Finlandii, 2 dla Maroka, 1+ dla Grecji.
- Albacete, Hiszpania (Eurocopter España) od 2013: 22 dla Hiszpanii[7]
- Halli, Jämsä, Finlandia (Patria) od 2005: 18 dla Finlandii, Szwecji.
- Brisbane, Australia (Australian Aerospace/Eurocopter): 47 dla Australii.

## Problemy
W 2010 niemiecka gazeta Bild pisała o braku gotowości śmigłowców do transportu żołnierzy. Eksperci niemieckiej armii mówili, że siedzenia w NH90 były dopuszczone do maksimum 110 kg, co jest niewystarczające dla w pełni wyposażonych żołnierzy. Nie było także możliwości zabezpieczenia cięższego uzbrojenia, a podłoga kabiny była podatna na uszkodzenia. Żołnierze w pełnym rynsztunku nie mogli także korzystać z tylnej rampy w związku z nałożonymi ograniczeniami konstrukcyjnymi. Nie było także możliwości zamontowania ciężkiego karabinu maszynowego w drzwiach ani sprzętu do dokonywania desantu z powietrza lub skoków spadochronowych. Raportowano także o problemach z lądowaniem śmigłowca – lądowanie możliwe było tylko na utwardzanej powierzchni z przeszkodami nieprzekraczającymi 16 centymetrów. W odpowiedzi niemieckie ministerstwo obrony ogłosiło, że Eurocopter został poinformowany o problemach i zostaną one rozwiązane.
W Listopadzie 2011 śmigłowiec został umieszczony na liście "Projects of Concern" Australijskiego Departamentu Obrony w związku z opóźnieniami i znaczną ilością problemów konstrukcyjnych, wliczając w to problem który doprowadził do uziemiania całej floty australijskich MRH90 w 2010 po awarii kompresora w jednym z dwóch silników.
W czerwcu 2014 roku Holandia odkryła problemy z korozją we flocie swoich NH90, co doprowadziło do wstrzymania dostaw wersji NFH. Producent zgodził się na pokrycie kosztów programu naprawczego, co doprowadziło do wznowienia dostaw w grudniu 2014.
W czerwcu 2014 niemiecki NH90 doznał awarii przekładni głównej która zmusiła go do awaryjnego lądowania w Uzbekistanie. Raportowano również problemy w innych niemieckich NH90 które miały często uruchamiane silniki - efektem tego zarekomendowano wydłużenie czasu między lotami. Między 6 a 23 lutego 2015 Niemcy uziemiły swoją flotę NH90 przez obawy o bezpieczeństwo pilotów po tym jak śledztwo wykazało, że doszło do zwarcia w konsoli nad głową pilota. NHIndustries wysłało rekomendacje do pozostałych krajów operujących NH90 i zobowiązało się do wprowadzenia usprawnień w konstrukcji.
W październiku 2014 opublikowano raport wykonany przez firmę P3 w który stwierdzał, że niemieckie śmigłowce NH90 nie będą się kwalifikować do wsparcia operacji NATO i innych działań poza granicami Niemiec do roku 2016.
W styczniu 2015 siły zbrojne Finlandii ogłosiły, że w związku z brakiem części zamiennych mają problemy z utrzymaniem śmigłowców w gotowości operacyjnej. W 2014 roku serwis był w stanie wykonywać swoje zadania tylko w 19%, a czas oczekiwania na części zamienne wynosił około 200 dni. Producent wspomniał o zwiększeniu dostaw części i poprawieniu systemu serwisowania.
W kwietniu 2017 roku awaria silnika nowozelandzkiego NH90 stała się przyczyną awaryjnego lądowania. W następstwie tego zdarzenia wprowadzono ograniczenia w lotach śmigłowców jedynie do obszarów, na których możliwe jest stosunkowo łatwe znalezienie miejsca do posadzenia maszyny na ziemi.

## Wersje

### NFH: NATO Frigate Helicopter
Morska wersja przystosowana do bazowania na fregatach, zasadniczym zadaniem jest zwalczanie okrętów podwodnych i nawodnych. Są przystosowane także do działania w nocy i prowadzenia misji poszukiwawczo-ratowniczych.

### TTH: Tactical Transport Helicopter
Taktyczny śmigłowiec transportowy w wersji bazowej mogący zabrać na pokład 20 wyekwipowanych żołnierzy lub 2,5 t ładunku, wyposażony w tylną rampę załadunkową. Do zadań ewakuacji medycznej może przenosić do 12 noszy. Może zostać przystosowany także do zadań SAR, CSAR, walki elektronicznej, dowodzenia i przewozu VIP.
Szwedzi zamówili 18 śmigłowców w wersji z podwyższoną kabiną (1,82 m zamiast 1,58 m) - rozwijaną także z myślą o śmigłowcach VIP. Problemy w jej rozwoju spowodowały jednak opóźnienie wprowadzenia do służby do około 2020 roku. Jako rozwiązanie tymczasowe Szwecja zakupiła 15 śmigłowców UH-60M.

## Użytkownicy
Państwa, które złożyły zamówienie na śmigłowce NH90:
| Kraj | Wersja | Wersja | Dostarczono | Dostarczono |
| Kraj | TTH    | NFH    | TTH         | NFH         |
| --- | ------ | ------ | ----------- | ----------- |
| Australia | 47     |        | 39          |             |
| Belgia | 4      | 4      | 4           | 4           |
| Finlandia | 20     |        | 20          |             |
| Francja | 74     | 27     | 17          | 15          |
| Grecja | 20     |        | 18          |             |
| Hiszpania | 45     |        | 2           |             |
| Holandia |        | 201    |             | 20          |
| Katar | 28     |        |             |             |
| Niemcy | 82     | 182    | 40          |             |
| Norwegia |        | 14     |             | 5           |
| Nowa Zelandia | 83     |        | 8           |             |
| Oman | 20     |        | 15          |             |
| Szwecja | 184    |        | 16          |             |
| Włochy | 705    | 46     | 30          | 17          |
| Suma | 436    | 129    | 209         | 61          |
| Suma | 575    | 575    | 270         | 270         |
| Anulowane zamówienia |        |        |             |             |
| Portugalia | 10     |        |             |             |
| 1 W tym 8 T-NFH do zadań transportowych. 2 Zobowiązanie, zamiast 40 TTH. 3 Dziewiąta sztuka z przeznaczeniem na części. 4 Wariant B z wysoką kabiną, 9 w wersji SAR, 9 w wersji ZOP. 5 10 w wariancie NH90 MITT, ze składanym wirnikiem. |        |        |             |             |

## Australia

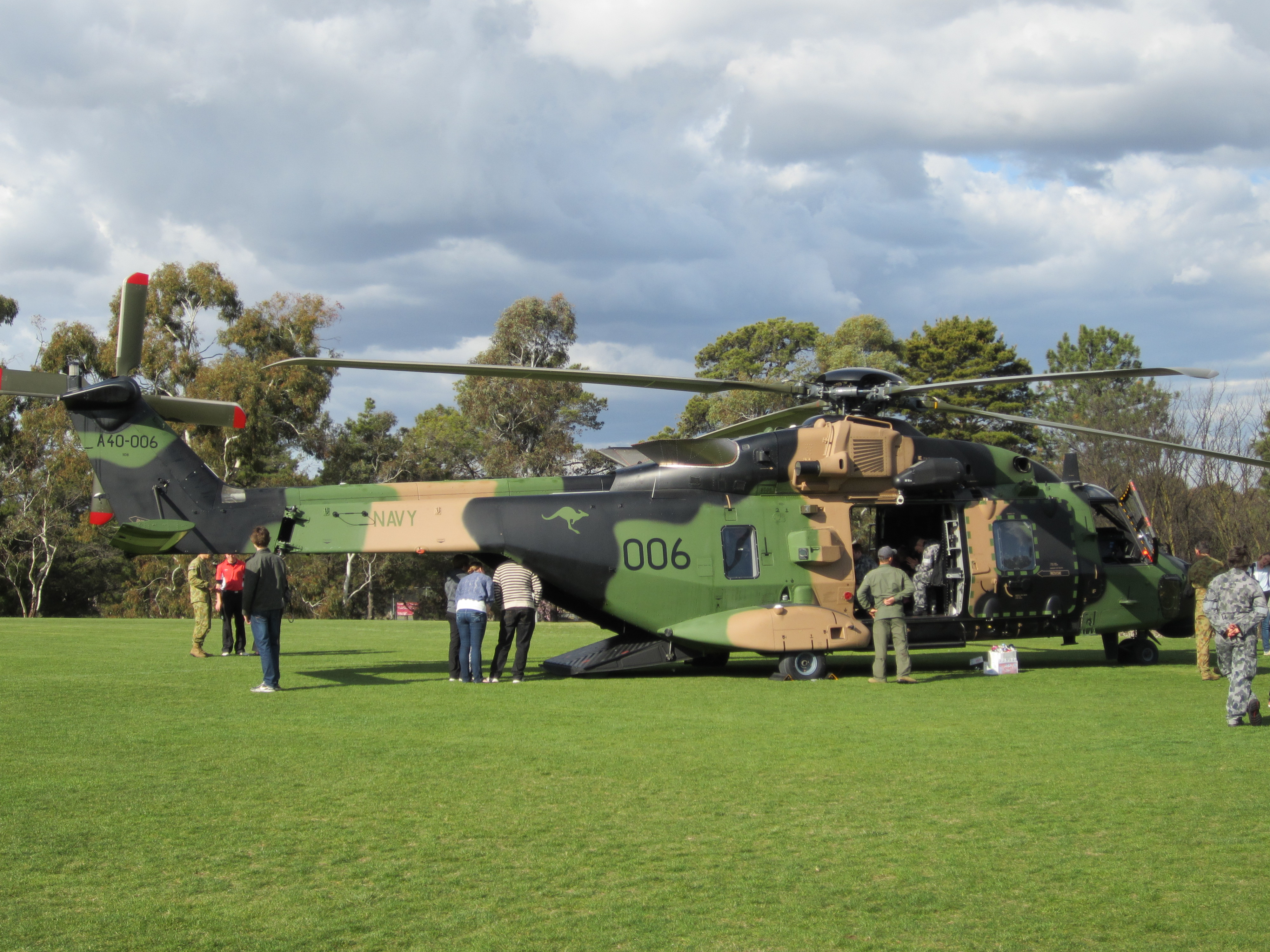
Australijski NH90

W 2002 roku, australijskie władze zatwierdziły do realizacji program pozyskania nowych śmigłowców wojskowych. Nowe maszyny miały zastąpić 34 maszyny Sikorsky S-70A-9 znajdujące się w wojskach lądowych i sześć Westland Sea King australijskiej marynarki. 7 maja 2003 roku ogłoszono zapytanie ofertowe, na które odpowiedziały AgustaWestland ze śmigłowcem AgustaWestland AW101, Australian Aerospace z NH90 i Sikorsky Aircraft Australia z UH-60M. Po wstępnej analizie, w grudniu 2003 roku pierwszą odrzucono ofertę AW101. W czerwcu 2004 roku komisja techniczna analizująca oferty zarekomendowała zakup UH-60M. Jednakże 30 sierpnia tego samego roku, podjęto decyzje o zakupie NH90. Australijskie śmigłowce otrzymały lokalne oznaczenie MRH-90 Taipan. Maszyny przeznaczone są do realizacji zadań transportowych na polu walki, transportu żołnierzy, ładunków, ewakuacji medycznej. Śmigłowce zostały zakupione w ramach programu Project AIR 9000 Phase 2 - tuzin maszyn, Phase 4 - kolejnych 28 sztuk i Phase 6, w której pozyskano sześć egzemplarzy dla lotnictwa marynarki wojennej. Kontrakt na zakup pierwszego tuzina w ramach Phase 2, podpisano 2 czerwca 2005 roku. 26 kwietnia 2006 roku na szczeblu rządowym zatwierdzono realizacje kolejnych faz projektu, Phase 4 i 6. Stosowny aneks do realizacji dalszej części umowy podpisano 30 czerwca 2006 roku. Pierwsze cztery maszyny zostały wyprodukowane we Francji, każda następna już w Australii w zakładach Australian Aerospace mieszczących się w Brisbane. Pierwszy z wybudowanych dla Australii śmigłowców został oblatany 28 marca 2007 roku z kolei pierwszy ze zmontowanych w Australii śmigłowców został oblatany 23 września 2008 roku. 19 grudnia tego samego roku, pierwsza maszyna zmontowana w kraju została przyjęta do służby. Pierwsze dwie maszyny trafiły na antypody 13 listopada 2007 roku i 18 grudnia tego samego roku oficjalnie przyjęte do służby. 
W 2010 roku z powodu pojawiających się problemów technicznych, wstrzymano proces wdrażania MRH90 do służby. Proces kontynuowano w 2011 roku aby w marcu 2012 roku ponownie go wstrzymać na trzy miesiące z tych samych powodów. Problemy techniczne trapiące australijskie śmigłowce sprawiły, iż dopiero 17 kwietnia 2013 roku, ponad cztery lata później niż pierwotne plany, maszyna otrzymała wojskowy certyfikat typu a wstępną gotowość operacyjną śmigłowce Wojsk Lądowych osiągnęły dopiero w grudniu 2014 roku, planowano w kwietniu 2011 roku, Marynarki Wojennej w lutym 2015 roku, planowano w lipcu 2010 roku. W maju 2013 roku pozyskano dodatkowy, nielatający egzemplarz NH-90, pełniący rolę naziemnego trenażera (Ground Training Device), znajdującego się w Szkole Obsługi Technicznej Wiropłatów (ang. Rotary Wing Aircraft Maintenance School) w Oakey. W lipcu 2017 roku Australia pozyskała dodatkowy, 47 egzemplarz NH90, otrzymany w ramach rekompensaty od producenta za opóźnienia trapiące projekt. Maszyny Wojsk Lądowych miały według planów osiągnąć pełną gotowość operacyjną w lipcu 2014 roku, ostatecznie doszło do tego dopiero w grudniu 2021 roku. Maszyny Marynarki Wojennej nigdy nie osiągnęły pełnej gotowości operacyjnej.
Eksploatacja MRH90 napotykała ciągłe problemy natury technicznej, co powodowało kilkukrotne, czasowe uziemianie całej floty posiadanych przez Australię MRH90. Konsekwencją sytuacji była decyzja Wojsk Lądowych o wynajęciu od cywilnego operatora maszyn AW139, dzięki którym armia mogła wywiązywać się z realizacji niektórych, mniej skomplikowanych zadań. Pierwszy z AW139 trafił do Wojsk Lądowych 12 maja 2021 roku. Miesiąc później flota NH90 została ponownie uziemiona. 9 grudnia 2021 roku, australijski minister obrony Peter Dutton ogłosił wycofanie NH90 dziesięć lat wcześniej niż pierwotnie planowano a ich miejsce zajmą amerykańskie UH-60M Black Hawk. W kwietniu 2022 roku australijska Marynarka Wojenna wycofała z eksploatacji swoje MRH90. 22 marca 2023 roku MRH90 musiał awaryjnie wodować w wodach zatoki Jarvis. Maszyna po uruchomieniu pływaków utrzymała się na wodzie i odholowano ją na ląd, spośród 10 znajdujących się na pokładzie ludzi, dwie odniosły lekkie obrażenia. Konsekwencją wypadku było kolejne uziemienie całej floty Taipanów do 6 kwietnia tego samego roku. Niestety już 28 lipca tego samego roku doszło do kolejnego wypadku. Biorący udział w ćwiczeniach śmigłowiec wpadł do morza u wybrzeży Queensland. Tym razem zginęła cała, znajdująca się na pokładzie czteroosobowa załoga. Śmigłowce ponownie uziemiono ale tym razem, 29 września 2023 roku, australijski minister obrony Richard Marles poinformował, że MRH90 nie zostaną ponownie przywrócone do służby a w trybie natychmiastowym wycofane ze służby.
Posiadane śmigłowce początkowo zamierzano sprzedać, jednak wobec braku jakiegokolwiek zainteresowania odkupieniem maszyn, podjęto decyzje o wymontowaniu cennego wyposażenia i zakopania opróżnionych kadłubów o czym w grudniu 2023 roku poinformowały australijskie media. Wykonane z kompozytów kadłuby, nie nadawały się do ponownego wykorzystania. Zainteresowanie pozyskaniem wycofanych MRH90 wyraziła Ukraina, jednak zdaniem ministerstwa przemysłu obronnego, zapytanie ze strony Ukrainy wpłynęło trzy miesiące po rozpoczęciu procesu utylizacji śmigłowców. Ich ponowne przywrócenie do stanu lotnego było w tamtym momencie już nie opłacalne. 16 stycznia 2024 roku australijski rząd oficjalnie odrzucił ukraińską prośbę.

## Belgia
27 kwietnia 2007 rząd belgijski zaakceptował formalnie decyzję o zakupie śmigłowców NH90. Belgia zamówiła cztery śmigłowce w wersji TTH i cztery NFH z opcją na kolejne dwie maszyny. Odpowiednią umowę podpisano 18 czerwca 2007 roku w trakcie trwania Międzynarodowego Salonu Lotniczego w Paryżu w trakcie uroczystości, podczas której odpowiednią umowę podpisały również Niemcy. Pierwszą z maszyn w wersji TTH odebrano 21 grudnia 2012 roku, ostatnią 13 listopada 2014 roku. Śmigłowce w tej wersji dla Belgii wyprodukowano we francuskim Marignane. Pierwsza z belgijskich maszyn wersji NFH, oblatana została 13 kwietnia 2013 roku a dostarczona odbiorcy w sierpniu tego samego roku. Ostatni ze śmigłowców tej wersji został odebrany w sierpniu 2015 roku. NH90 TTH znalazły się na stanie 18. Dywizjonu 1. Skrzydła w bazie Beauvechain. Z kolei NH90 NHH, weszły w skład 40. Dywizjonu z bazy w Koksijde.

## Finlandia
Finlandia podpisała zamówienie na 20 śmigłowców w wersji transportowej TTH 19 października 2001 roku. Fińskie zamówienie było częścią wspólnego, skandynawskiego programu śmigłowcowego NSHP - Nordic Standard Helicopter Program, mającego na celu ujednolicić floty tego typu maszyn w Finlandii, Szwecji, Norwegii i Danii. Dzięki takiemu rozwiązaniu, obniżono by koszty ewentualnych wspólnych ćwiczeń i działań. Dania, w odróżnieniu od pozostałych krajów skandynawskich, wybrała śmigłowiec AW101. W przypadku Finlandii, NH90 miały zastąpić radzieckiej produkcji śmigłowce Mi-8. 15 września 2004 roku we francuskim Marignane dokonano oblotu pierwszej maszyny przeznaczonej dla Finów. Docelowo jednak, Finlandia wynegocjowała uruchomienie linii montażowej swoich oraz szwedzkich śmigłowców w zakładach Patria w Jämsä. Pierwszy egzemplarz zbudowany w Finlandii został oblatany 13 lipca 2005 roku na lotnisku Jämsä. Za jego sterami siedziała jednak francuska załoga w składzie Didier Guerin (pilot), Nicolas Certain i François Rostaing (technicy pokładowi). Po ukończeniu wszystkich przewidzianych testów i badań, pierwszy z zamówionych śmigłowców został odebrany 11 marca 2008 roku. 18 czerwca 2015 roku, odebrana została ostatnia z zamówionych maszyn, będącą jednocześnie dziewiętnastym śmigłowcem wyprodukowanym w Finlandii. Śmigłowce zgrupowane są w bazie w Utti.

## Grecja
29 sierpnia 2013 roku Grecja podpisała kontrakt na zakup dwudziestu śmigłowców w wersji TTH z opcją na kolejne czternaście. Pierwszy z greckich śmigłowców został oblatany 13 lipca 2005 roku, dopiero jednak sześć lat później, 7 czerwca 2011 roku Grecy odebrali pierwsze dwie maszyny. Powodem zwłoki były długotrwałe próby śmigłowców jakie przeprowadzał producent.

## Hiszpania
W 2006 roku Hiszpania zamówiła 45 śmigłowców, jednak z powodu kryzysu finansowego, w 2015 roku zamówienie zostało zredukowane do 22 maszyn. Pod koniec grudnia 2018 roku, kraj zawarł kolejny kontrakt na zakup 23 śmigłowców, które mają trafić na stan wojsk lądowych - 10 maszyn, sześciu dla sił powietrznych i siedmiu dla marynarki wojennej. Tym samym wielkość zamówienia wszystkich NH90, powróciła do pierwotnej liczby 45 egzemplarzy. W kwietniu 2021 poinformowano o szóstej już zmianie, wzbogaceniu umowy dostawy o nowe elementy wyposażenia. Dotychczas odebranych było 14 sztuk, a łączna liczba śmigłowców objętych zmianami umów wynosiła 24. W tym 16 w wersji transportowej, 4 w wersji dla operacji specjalnych i 4 do transportu medycznego.

## Holandia

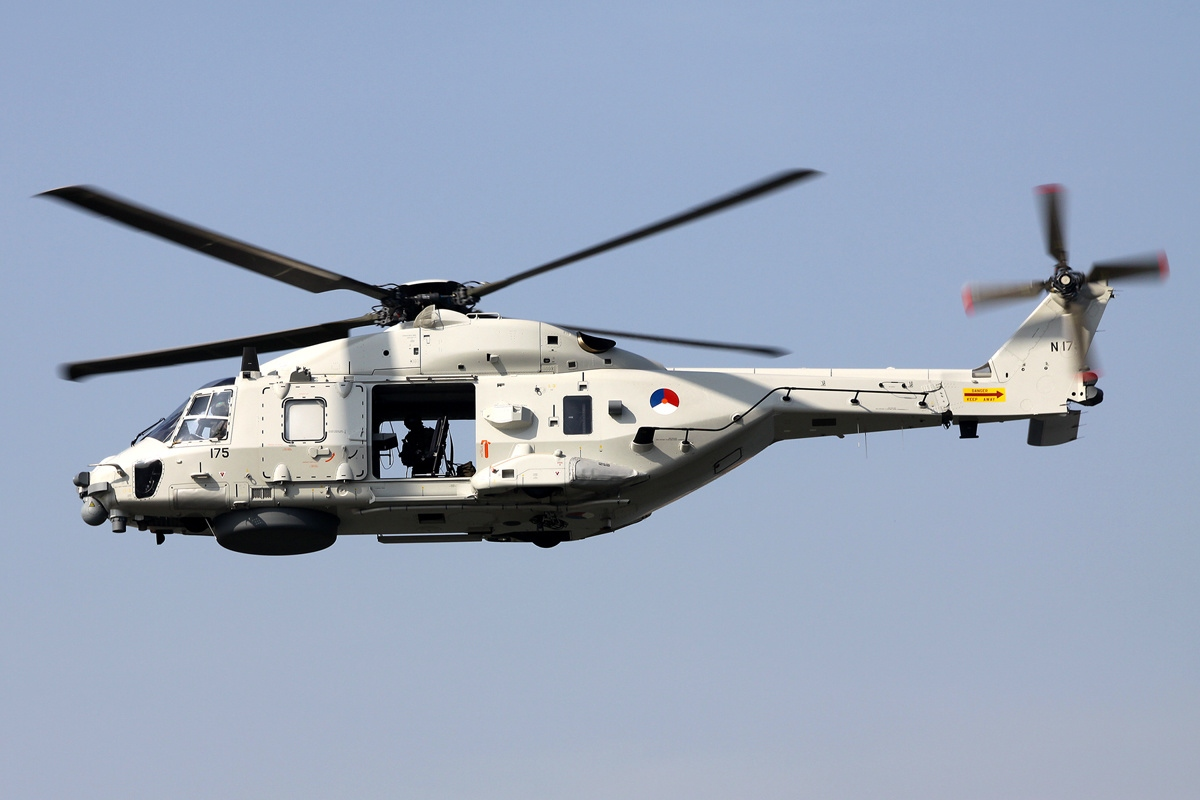
Holenderski NH-90 NFH

Zamawiając w 2000 roku dwadzieścia maszyn NH90. Tuzin z nich w wersji NFH i osiem w wersji TNFH (Tactical NATO Frigate Helicopter). Maszyny miały zastąpić używane od 1976 roku przez Koninklijke Marine śmigłowce Westland Lynx. Pokładowa wersja NFH może realizować zadania rozpoznania i patrolowania, misje zwalczania okrętów podwodnych, akcje desantowe i poszukiwawczo-ratownicze. Wersja TNFH przeznaczona jest do transportu ładunków i ludzi zarówno nad obszarami morskimi, jak i lądem. W przypadku realizacji zadań na rzecz wojsk lądowych, śmigłowce wyposażane są w układ ostrzegający przed pociskami rakietowymi. W 2010 roku Holandia została pierwszym krajem, który otrzymał wiropłaty w wersji NFH. Formalnie 12 sztuk NFH podlega marynarce wojennej a pozostałe 8 TNFH, wojskom lądowym. Faktycznie, wszystkie 20 maszyn zgrupowanych jest w bazie marynarki wojennej De Kooy i podlega Dowództwu Sił Śmigłowcowych. Maszyny przydzielone są do dwóch eskadr. 7. Eskadra szkolna i 860. Operacyjna. Pokładowa wersja NFH, do realizacji zadań zwalczania okrętów podwodnych, może być uzbrojona w dwie lekkie torpedy akustyczne, karabin maszynowy kalibru 7,62 mm lub 12,7 mm, bomby głębinowe ASV (Anti Submarine Vehicle) i rakiety powietrze-woda. Śmigłowce, które weszły na uzbrojenie fregat rakietowych typu Karel Doorman, okazały się być za duże do swobodnego operowania na pokładzie okrętów. W związku z tym, w trakcie modernizacji jednostki, powiększono hangar.

## Katar
14 marca 2018 roku, w trakcie odbywających się w Doha targów zbrojeniowych DIMDEX 2018 (Doha International Maritime Defence Exhibition and Conference), rząd Kataru podpisał z firmą Leonardo, reprezentującą konsorcjum NHIndustries, umowę na zakup 28 śmigłowców NH90. Szesnaście z nich, ma zostać wyprodukowane we francuskim Marignane w wersji transportu taktycznego TTH a tuzin, we włoskiej fabryce Leonardo w Wenecja-Tessera w wersji morskiego śmigłowca pokładowego NFH.

## Norwegia
30 listopada 2001 roku, Norwegia podpisała umowę na zakup czternastu śmigłowców NH90 NFH z opcją na kolejnych dziesięć egzemplarzy. Maszyny miały zastąpić śmigłowce Westalnd Lynx Mk 86., których ostatnie dwa egzemplarze zostały wycofane ze służby w grudniu 2014 roku. Nowe maszyny miały zostać dostarczone w latach 2005 - 2008. Pierwszy z przeznaczonych dla Norwegii śmigłowców został oblatany 20 grudnia 2006 roku. Niestety program zanotował duże opóźnienie, pierwszy z zamówionych NH90 został przekazany podczas specjalnej uroczystości w zakładach AgustaWestland w Vergiate we Włoszech 30 listopada 2011 roku. Druga pod koniec listopada 2012 roku. Jednym z efektów opóźnienie było wygaśnięcie opcji zakupowej na dodatkowe dziesięć śmigłowców. Miały one zastąpić śmigłowce Westland Sea King, wykorzystywane do realizacji zadań poszukiwawczo-ratowniczych. Najstarsze egzemplarze Sea King liczą niemal 50 lat. Wobec narastającego opóźnienia w realizacji dostaw NH90, w październiku 2011 roku uruchomiono program pozyskania następców Sea King określany jako NAWSARH (Norwegian All-Weather Search and Rescue Helicopter). W listopadzie 2013 roku wybrano AgustaWestland AW101, który w pokonanym polu pozostawił między innymi NH90, który również został zaoferowany Norwegom w ramach programu NAWSARH. 
Z czternastu zamówionych NH90, osiem miało pełnić zadania obserwacyjne, poszukiwawczo-ratownicze i ewakuacji medycznej na rzecz norweskiej straży wybrzeża. Pozostałych sześć miało realizować zadania rozpoznawcze, transportowe i zwalczać nieprzyjacielskie okręty podwodne (ZOP) w ramach Sjøforsvaret. Śmigłowce marynarki uzbrojone będą w brytyjskie torpedy Sting Ray. Do początku 2019 roku, wytwórni udało się dostarczyć 9 śmigłowców, sześć z nich nie zostało dostarczonych w ostatecznej konfiguracji wymaganej przez Norwegię, co zmusi je do powrotu do producenta w celu uzupełnienia braków. 30 września 2019 roku dostarczono ostatni z zamówionych śmigłowców. Maszyna o numerze burtowym 358 (fabrycznym numerze seryjnym c/n 1358), wyruszyła z fabryki we Włoszech 27 września, tego samego dnia dotarła do bazy lotniczej holenderskiej marynarki wojennej De Kooy. Po weekendowym postoju na terenie Holandii, w poniedziałek śmigłowiec dotarł do kraju przeznaczenia. Eksploatacja maszyn napotykała problemy z dostępem do części zamiennych. Z tego powodu łączny nalot wszystkich NH90 znajdujących się na stanie w 2018 roku, wyniósł jedynie 452 godziny a część z posiadanych maszyn pozostawała na ziemi. Plany zakładały, iż norweskie śmigłowce miały przebywać w powietrzu około 3900 godzin rocznie, w rzeczywistości w ostatnich latach eksploatacji było to jedynie 700 godzin rocznie w powietrzu. Skutkiem takiego stanu rzeczy było uziemienie części z maszyn i wydłużenie procesu osiągnięcia pełnej gotowości operacyjnej, według planów mających zostać osiągniętej w 2022 roku. W lutym 2022 roku Ministerstwo Obrony Norwegii zwróciło się z prośbą do Sił Zbrojnych, o przedstawienie analizy możliwości operacyjnych norweskich NH90. Raport, sporządzony przy współudziale Forsvarsmateriell, agencji odpowiedzialnej za zamówienia i ich realizacje dla sił zbrojnych Norwegii oraz Forsvarets forskningsinstitutt, instytutu prowadzącego projekty badawczo rozwojowe na rzecz sił zbrojnych, stwierdził, iż nawet zaangażowanie znacznych środków finansowych, nie pozwoli doprowadzić norweskich NH90 do poziomu wymaganego przez rodzime siły zbrojne.
10 czerwca 2022 roku, norweski minister obrony Bjørn Arild Gram poinformował, iż upoważnił Forsvarsmateriell do anulowania w całości kontraktu na zakup czternastu śmigłowców NH90. Z kolei 14 marca 2023 roku, Bjørn Arild Gram poinformował, iż w miejsce NH90, zostaną zakupione śmigłowce Sikorsky MH-60R Seahawk.

## Nowa Zelandia
Na początku XXI wieku Nowa Zelandia uruchomiła dwa programy pozyskania nowych śmigłowców. Programy znane pod wspólnym szyldem jako New Zealand Defence Force Helicopter Capability dotyczyły pozyskania następcy Bell UH-1 Iroquois - podprogram Medium Utility Helicopter (MUH) i podprogram Training/Light Utility Helicopter, którego celem było pozyskanie maszyny szkolno-treningowej. 31 marca 2005 roku, nowozelandzki minister obrony Mark Burton ogłosił, iż w programie MUH, wybrano NH90. 31 lipca 2006 roku podpisano umowę na zakup dziewięciu egzemplarzy, w tym pojedynczej maszyny nielatającej, przeznaczonej do szkolenia i źródła części zamiennych. We wrześniu 2011 roku do kraju przybył pierwszy NH90, był to nielatający egzemplarz. 6 grudnia 2011 roku do Nowej Zelandii przybyły pierwsze dwie lotne maszyny. W październiku 2012 roku dotarły kolejne dwa śmigłowce, w lipcu 2013 roku następne dwa, w lutym 2014 roku przybył pojedynczy NH90 a ostatni 31 października 2014 roku do Nowej Zelandii dotarł ostatni z zamówionych śmigłowców.

## Oman
Kontrakt na dostawę dwudziestu śmigłowców dla Omanu podpisano 24 lipca 2004 roku. Wszystkie maszyny do realizacji tego kontraktu wyprodukowano w Marignane. Pierwszy z przeznaczonych dla Omanu śmigłowców został oblatany 9 maja 2007 roku. Trzy lata później, po zrealizowaniu wszystkich badań i prób, 23 czerwca 2010 roku, Oman przejął pierwszy z zamówionych śmigłowców. Uroczystość odbyła się w bazie RAFO Musannah a protokół ich odbioru został podpisany 28 czerwca tego samego roku. O realizacji pierwszej dostawy, konsorcjum NHIndustries poinformowało 30 czerwca 2010 roku. Omańskie śmigłowce należą do wersji TTH ale różnią się wyposażeniem od reszty tego typu maszyn. Śmigłowce wyposażone są w głowice optoelektroniczną Safran Euroflir 410, przeznaczoną dla morskiej wersji śmigłowca. Zapewnia ona załodze lepsze możliwości obserwacji niż będący standardowym wyposażeniem wersji TTH nawigacyjny zestaw FLIR 111. Montaż głowicy, wymusił na konstruktorach przeniesienie anteny radiolokatora meteorologicznego Honeywell Primus 701A ponad głowice i umieszczenie jej w osłonie wystającej z dziobu śmigłowca. Dodatkowo, w omańskich śmigłowcach zamontowano silniki Rolls-Royce Turbomeca RTM322-01/9A, o zwiększonej mocy w porównaniu do standardowych Rolls-Royce Turbomeca RTM322-01/9. Śmigłowce na stałe stacjonują w bazie RAFO Musannah.

## Szwecja
We wrześniu 2001 roku Szwecja podpisała kontrakt na zakup osiemnastu śmigłowców. Trzynaście w wersji TTH i pięć morskich NFH. Produkcja szwedzkich maszyn została zlokalizowana w fińskich zakładach koncernu Patria. Szwedzkie śmigłowce charakteryzują się zmodyfikowanym wyposażeniem, odmiennym od egzemplarzy wykorzystywanych przez pozostałych użytkowników NH90. Obejmuje ono wciągarkę ratowniczą, elektrooptyczną głowicę obserwacyjną, system wsparcia dowodzenia konstrukcji Saab, reflektor poszukiwawczy SX-16, rozbudowany system odladzania oraz zintegrowany system samoobrony. Kabina transportowa jest podwyższona o 24,5 cm, do wysokości 1,82 m. Odmiana z taką kabiną nosi dodatkowe oznaczenie HCV (High Cabin Version). Wymaganiom stawianym przez odbiorce nie był w stanie sprostać producent śmigłowców. Dlatego też pierwsze sześć dostarczonych Szwecji egzemplarzy, pozbawionych było kompletu wyposażenia. W efekcie, maszyny wykorzystywane były jedynie do szkolenia personelu. Będąc pozbawionym w pełni wyposażonych śmigłowców, Szwecja została zmuszona do awaryjnego zakupu amerykańskich Sikorsky UH-60M Black Hawk, które zostały wysłane między innymi do Afganistanu, w celu realizacji szwedzkich zobowiązań międzynarodowych. Pierwszy szwedzki śmigłowiec został oblatany 18 marca 2005 roku w Marignane. Za jego sterami siedzieli pilot Philippe Boutry oraz Denis Trivier i Jean-Claude Rabany - inżynierowie pokładowi. W trakcie prób, maszyna nosiła cywilną rejestrację F-ZWTG. Łącznie we Francji wybudowano trzy śmigłowce TTH dla Szwecji, pozostała dziesiątka została wybudowana w zakładach Patria w Finlandii. Wszystkie pięć maszyn w wersji NFH, wybudowano w niemieckim Donauwörth. Pierwsza z nich została dostarczona do Szwecji 17 grudnia 2015 roku a ostatnia 12 lipca 2017 roku. Szwedzkie NH90 otrzymały lokalne oznaczenie HKP-14. Wersja podstawowa TTH, otrzymała oznaczenie HKP-14A. HKP-14B zarezerwowane jest dla bazowej wersji morskiej. Pierwsze cztery maszyny TTH dostarczono w wersji HKP-14A, kolejne dwa śmigłowce w wersji HKP-14C a kolejne w wersji HKP-14D. Dopiero ta wersja w pełni odpowiadała szwedzkim wymaganiom. Pierwszy, w pełni wyposażony NH90 TTH (HKP-14D), został dostarczony 23 grudnia 2013 roku. Szwedzkie śmigłowce podlegają dalszym modernizacjom, docelowym standardem ma być wersja oznaczona jako HKP-14E i do tego standardu mają zostać doprowadzone wszystkie śmigłowce TTH. Ostateczna morska wersja ma nosić oznaczenie HKP-14F. Szwedzkie maszyny obydwu wersji zostały zgrupowane w skrzydle śmigłowcowym (Helikopterflottiljen). Śmigłowce w wersji transportowej znajdują się na wyposażeniu 1. Dywizjonu (1 Helikopterskvadronen) i stacjonują w bazie Luleå. Natomiast morskie śmigłowce należą do 3. Dywizjonu (3 Helikopterskvadronen) i stacjonują w Ronneby.

## Włochy
Włoskie maszyny w wersji NH90 TTH zostały jako pierwsze wykorzystane bojowo. 24 sierpnia 2012 roku Włoskie Ministerstwo Obrony poinformowało o rozpoczęciu przerzutu śmigłowców do Afganistanu. Sześć maszyn, które trafiły tam na pokładach ciężkich samolotów transportowych, zastąpiły wykorzystywane wcześniej śmigłowce AB-212.